# Parapentas battiscombei
Parapentas battiscombei är en måreväxtart som beskrevs av Bernard Verdcourt. Parapentas battiscombei ingår i släktet Parapentas och familjen måreväxter. Inga underarter finns listade i Catalogue of Life.